# 6862 Virgiliomarcon
A 6862 Virgiliomarcon (ideiglenes jelöléssel 1991 GL) a Naprendszer kisbolygóövében található aszteroida. Osservatorio San Vittore fedezte fel 1991. április 11-én.